# Знаменка (Акмолинская область)
Знаменка (каз. Знаменка) — село в Есильском районе Акмолинской области Казахстана, образует административно-территориальную единицу «Село Знаменка». 
- Код КАТО — 114851100[2].
- Код КАТО административной единицы — 114851000[3].

## География
Село расположено вдоль реки Ишим в 25 км на северо-запад от районного центра города Есиль. 

## История
По состоянию на 1989 год, село являлось административным центром Дальнего сельсовета.
Начиная с 2013 года село Знаменка является административным центром и единственным населённым пунктом административно-территориальной единицы «Село Знаменка».

## Население
В 1989 году население села составляло 1077 человек (из них русских 39%, украинцев 23%).
В 1999 году население села составляло 851 человек (418 мужчин и 433 женщины). По данным переписи 2009 года, в селе проживали 544 человека (271 мужчина и 273 женщины).
| Динамика численности населения | Динамика численности населения | Динамика численности населения |
| 1989                           | 1999                           | 2009                           |
| ------------------------------ | ------------------------------ | ------------------------------ |
| 1077                           | ↘851                           | ↘544                           |